# Milna (općina)
Milna je općina u Hrvatskoj na otoku Braču.

## Općinska naselja
U sastavu je općine 5 naselja (stanje 2006.), a to su: Bobovišća, Bobovišća na Moru, Ložišća, Milna i Podhume.

## Zemljopis
Milna je najveće naselje na zapadnoj obali otoka Brača. Smještena je u dubokoj uvali koja gleda na Splitska vrata. U Splitskim vratima, ispred milnarske uvale, nalazi se otočić Mrduja oko koje se odvija Mrdujska regata.
Milna je sa Splitom povezana katamaranom, a trajektna luka u Supetru je udaljena oko 20 km.

## Stanovništvo

### Popis 2011.
Prema popisu stanovništva iz 2011. godine, Općina Milna ima 1.034 stanovnika. Većina stanovništva su Hrvati s 95,45 %, a po vjerskom opredijeljenju većinu od 92,36 % čine pripadnici katoličke vjere. Samo naselje Milna ima 830 stanovnika.
| broj stanovnika | 3223  | 3814  | 3994  | 4500  | 4677  | 3945  | 3243  | 2664  | 1919  | 1865  | 1760  | 1416  | 1102  | 1118  | 1100  | 1034  | 931   |
|                 | 1857. | 1869. | 1880. | 1890. | 1900. | 1910. | 1921. | 1931. | 1948. | 1953. | 1961. | 1971. | 1981. | 1991. | 2001. | 2011. | 2021. |

| broj stanovnika | 1907  | 2253  | 2260  | 2489  | 2579  | 2293  | 3243  | 1645  | 1212  | 1231  | 1221  | 1056  | 860   | 875   | 862   | 830   | 775   |
|                 | 1857. | 1869. | 1880. | 1890. | 1900. | 1910. | 1921. | 1931. | 1948. | 1953. | 1961. | 1971. | 1981. | 1991. | 2001. | 2011. | 2021. |

## Povijest
Naselje se razvilo početkom 17. stoljeća,te je bilo najvažnija luka na Braču do sredine 20. stoljeća, u nju je do ranih 1980-ih pristajao i trajekt.
Milna se odcijepila od nerežiške župe 1646. godine, pa se otada mogu pratiti oscilacije njenoga stanovništva. Godine 1674. brojila je 110 stanovnika, već 1705. ima 300, a 1738. 355 ljudi. Taj broj raste kroz cijelo 18. stoljeće, pa crkveni vizitatori bilježe 1752. preko 400 žitelja, a 1760. godine oko 550. Zbog tako nagloga porasta stanovnici su 1783. počeli graditi veliku baroknu crkvu na kojoj je radio Bračanima već poznati graditelj Ignacije Macanović. Crkva je bila popločana grobovima mjesnih bratovština i grobnicama odličnijih milnarskih obitelji. U okvir bračke obrambene arhitekture spada i dvorac Anglešćina, snažna i zatvorena građevina usred mjesta, a čini se da ga je podigla obitelj Cerineo. Milna 1873. godine ima općinskoga liječnika, ljekarnika i dvije primalje.
Milna je u Drugom svjetskom ratu, na dan 22. listopada 1943., bila poprištem pokolja koji su izveli Ustaše koji su doplovili iz Splita, o čemu svjedoči i spomen-ploča u centru mjesta, postavljena 1983., na 40-godišnjicu pokolja.
Milna je jedino bračko naselje koje je izravno napadnuto tijekom Domovinskog rata. 15. studenog 1991. oko 1 sat u noći, za vrijeme boja u Splitskom kanalu, razarač „Split“ je započeo s povremenom paljbom po otocima Šolti i Braču, točnije Milnu i Grohote na otoku Šolti, oštetivši nekoliko kuća i crkvi. Ipak, Hrvatska vojska sa šoltanske topničke bitnice počinje udarati po brodovima JRM te su oni prisiljeni na povlačenje prema Visu.

## Gospodarstvo
Milna je prvenstveno turističko mjesto, s dvije marine, nekoliko hotela, poštom, domom zdravlja i velikim brojem vrlo razvedenih uvala. U Milni se nalazi i pogon za preradu ribe, a velik se dio stanovništva bavi uzgajanjem maslina te ribolovom. Milna zbog svog iznimno dobroga položaja (duboki zaljev koji gleda na Splitska vrata) ima velik pomorski potencijal koji i djelomično iskorištava. Na milnarskoj se rivi nalazi nekoliko slastičarnica i trgovina. Premda se mjesto Milna nalazi na zapadnoj strani Brača, mnogobrojne su uvale (Pasikova, Lučice, Maslinova, Osibova...) smještene na jugozapadnome dijelu Brača (najrazvedeniji dio obale otoka) i udaljene su samo 20-ak minuta hoda od izlaza iz mjesta.

## Poznate osobe
- Jerolim Blaž Bonačić, biskup, književnik
- Frano Bonačić, svećenik-pravnik
- Matko Trebotić, slikar
- Matko Mijić, akademski kipar, profesor na Umjetničkoj akademiji u Splitu
- Branko Lentić, režiser
- Ivo Lentić, povjesničar umjetnosti, specijalist za sakralno zlatarstvo
- Tin Ujević, književnik, majka mu je bila iz Milne
- Juraj Bonači, visoki mornarički časnik
- Frane Scarneo, gradonačelnik 1865. – 1882.
- Luka Bonačić Dorić, čileanski publicist, novinar, povjesničar i pisac
- Ivan Babarović, svećenik patnik (1896. – 1980.)
- Dr.Andrija Sfarčić, epidemiolog (1884. – 1955.)
- Natale N. Bonačić Matijajurjević - kapetan duge plovidbe
- Ivan Bonačić Sargo, dobrotvor i filantrop
- Alberto Marangunić, trgovac u Argentini, filantrop
- Braća Karlo i Danil Bonačić-Dorić, brodograditelji
- Oktavije Kozulić, Argentinski brodar
- Juraj Guić, profesor, publicist i leksikograf
- Stjepan Bonačić, svećenik
- Filip Galović, jezikoslovac, dijalektolog
- Ivan Jurin, svećenik
- Nino Galović, nogometaš
- Duško Kalebić, književnik
- Željko Mardešić, sociolog
- Dinko Trebotić, nogometaš
- Luka Poklepović, nogometaš

## Spomenici i znamenitosti
- Župna crkva Gospe od Blagovijesti iz 1783.
- crkva sv. Josipa (XIX. stoljeće) (uvala Osibova).
- crkva sv. Ivana Krstitelja (XIV. stoljeće)(uvala Osibova).
- crkva sv. Jere (XIX. stoljeće) (Pantera).
- crkva sv. Mikule (XIX. stoljeće) (Racić).
- crkva sv. Martina (na brežuljku povrh Milne).
- crkvica na groblju
- samostan časnih sestara Kćeri Božje ljubavi
- Kuća Anglešćina
- Svjetionik Rt Ražanj
- Utvrda Baterija
- Crkva-tvrđava na Mrduji
- Novovjekovni brodolom blizu uvale Lučica na Braču

## Jezik
Govor Milne pripada čakavskome narječju, njegovu južnočakavskomu dijalektu. Riječ o posebnome fenomenu - o tzv. cakavizmu, koji se unatoč mnogim utjecajima sa svih strana još jako dobro čuva.
U Milni je od davnih dana njegovan cakavizam, i jedna je od samo triju mjesta na Braču, uz Supetar i Sutivan, koja su gniazda cakawizmu, kako ih je još davnih dana nazvao poljski slavist Małecki. Sutivanski se cakavizam u starijih govornika još djelomično čuva, dok je supetarski gotovo iščezao, tako da Milna sa svojim govorom nedvojbeno zaslužuje posebnu pozornost. U Milni na Braču ča se zamjenjuje s co (ce), kod starijih i ca, i upravo po tome ta izoglosa dobiva svoje ime – cakavizam. Cakavizam je u Milni danas polagano u nestajanju i nekoliko je razloga za to: izumiranje starijega naraštaja, utjecaj govora medija, škole te bliskoga štokaviziranoga splitskoga govora.

## Obrazovanje
- Osnovna škola.
- Knjižnica.

Škola u Milni službeno je počela s radom 1848./49. godine kao muška dvorazredna pučka škola u privatnoj zgradi obitelji Buzolić u predjelu zvanome Pantera. Škola je u toj zgradi funkcionirala od 1848. do 1882. godine, a nakon toga preseljena je u susjednu zgradu, kuću obitelji Sfarčić, u kojoj se nastava izvodila do 1901. godine. Prvu školsku godinu započeo je učitelj Josip Skarpa. Nastava je bila na talijanskome jeziku do 1890. godine, premda je u dokumentima Kotarskog školskog vijeća od 29. travnja 1878. kao "naukovni" jezik uveden hrvatski.
Važnu ulogu u administrativnome i pedagoškome radu imalo je Mjesno školsko vijeće. Ono je bilo naredbodavac i nadzornik, a ravnajući učitelj imao je skromna ovlaštenja. Predsjednik Mjesnoga školskoga vijeća obično je bio župnik. 
Dana 15. svibnja godine 1875. car Franjo Josip I. posjetio je Milnu i ispitivao učenike na talijanskome i hrvatskome jeziku.
Kada je riječ o školi u Milni u tome vremenu, treba imati na umu da tada postoje dvije škole u dvije zasebne zgrade. To su muška dvorazredna i ženska jednorazredna škola smještena u maloj kućici u predjelu zvanom Žalo. Na mjestu nekadašnje ženske škole sagrađena je godine 1901. nova školska zgrada, i to doprinosima Milnarana crkvovinara, o čemu svjedoči spomen-ploča na pročelju školske zgrade. 
Godine 1934./35. spajaju se muška i ženska škola u Državnu mješovitu šestorazrednu pučku školu, koja nosi naziv Prestolonasljednik Petar II. Prvim upraviteljem imenovan je Frano Trebotić.
Godine 1956./57. Narodni odbor Općine Brač školu je osnovao kao sedmorazrednu osnovnu školu.
Godine 1959./60. milnarskoj školipripojeni su viši razredi osnovne škole iz Ložišća, a škola u Ložišću postaje njezina područna škola s nižim odjeljenima.
Godine 1965./66. Skupština Općine Brač donijela je Rješenje kojim se utvrđuje da na području Milne, Bobovišća i Ložišća djeluje osnovna škola Milna bez područnih odjeljenja što znači da osim milnarske djece školu pohađaju i učenici putnici iz Ložišća i Bobovišća.
Učenici su do 1964. godine pješačili 6 km. Iste godine nabavljen je kamion, a zatim autobus sa 16 sjedala, vlasništvo Poljoprivredne zadruge iz Ložišća.
Godine1960./61. škola je dobila ime Romano Marinović.
Godine 1992./93. školi se ponovno vraća naziv Osnovna škola Milna.

## Kultura
Tridesetih godina nastali su:
- društvo HRVATSKO NARODNO POSIJELO (oko 1930.)

- crkveni pjevački zbor (oko 1936.)

## Šport
U Milni postoji betonsko nogometno igralište "Crvana" na kojemu se igraju utakmice maloga nogometa.
Iz Milne potječu neki poznati igrači i treneri Hajduka: Butorović, Poklepović, Buzolić, Lombardić, Peruzović, Trebotić, Galović.

## Vanjske poveznice
|  | Zajednički poslužitelj ima još gradiva o temi Milna (općina) |